# Exolontha pennata
Exolontha pennata är en skalbaggsart som beskrevs av Sharp 1876. Exolontha pennata ingår i släktet Exolontha och familjen Melolonthidae. Inga underarter finns listade i Catalogue of Life.